# Christopher Egan

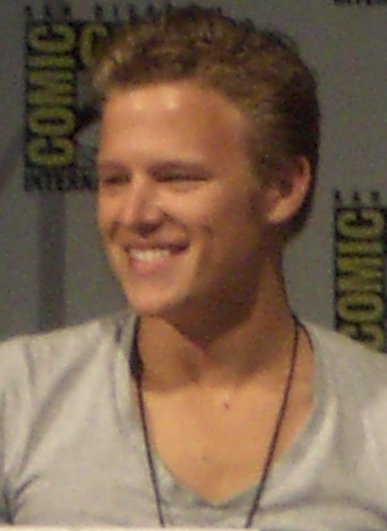
Christopher Egan

Christopher Andrew Egan (* 29. Juni 1984 in Sydney, New South Wales) ist ein australischer Schauspieler.

## Leben
Egan besuchte bereits als Jugendlicher eine Schauspielschule, es war dieselbe, die auch sein späterer Serienkollege Zac Drayson besuchte. Er versuchte sich zunächst als Musiker; er nahm sogar ein Demoband mit dem von Frank Sinatra gesungenen Fly Me To The Moon auf. Allerdings entschloss er sich bald darauf, nur mehr als Schauspieler tätig zu sein.
Egan trat im Glen Street’s Theater in Les Miserables auf und später im Musical West Side Story. Sein Filmdebüt gab er 2000 in der Rolle des Nick Smith in der australischen langlebigen Seifenoper Home and Away. Die Rolle verkörperte er bis 2003. Hier traf er auch auf seinen Studienkollegen Zac Drayson. Egans internationaler Durchbruch erfolgte 2005, als er die Rolle des Agrippa in der Miniserie Empire übernahm. Im Dezember 2006 war Egan als Roran in der Fantasyverfilmung Eragon – Das Vermächtnis der Drachenreiter zu sehen. Ein Jahr darauf übernahm er eine Rolle in Resident Evil: Extinction. 2009 spielte er in der Fernsehserie Kings die Hauptrolle des David Shepherd. 2010 wurde er im Film Briefe an Julia als Charlie Wyman neben Amanda Seyfried und Vanessa Redgrave bekannt.
2003 ist er nach Los Angeles gezogen.

## Filmografie (Auswahl)
- 2000: Home and Away (Fernsehserie)
- 2005: Empire (Miniserie)
- 2006: Eragon – Das Vermächtnis der Drachenreiter (Eragon)
- 2007: Virgin Territory
- 2007: Resident Evil: Extinction
- 2009: Crush
- 2009: Kings (Fernsehserie, 13 Episoden)
- 2010: Briefe an Julia (Letters to Juliet)
- 2011: Poe (Fernsehfilm)
- 2012: Beauty and the Beast: A Dark Tale
- 2013: Gothica (Fernsehfilm)
- 2014–2015: Dominion (Fernsehserie)
- 2015: The Prince (Fernsehfilm)
- 2019: Cult (Kurzfilm)